# Gillian Adjako
Ruwan Gillian (Gillian) Adjako is een Surinaams diplomaat. Hij is sinds 2018 ambassadeur in Venezuela.

## Biografie
Adjako werkte rond 2007 op de ambassade van Suriname in Brazilië. In dit decennium was hij ook betrokken bij overleggen van de Organisatie van de Overeenkomst voor Amazonische Samenwerking. Hij woonde diverse vergaderingen bij, zoals in 2011 van het Initiatief voor Infrastructurele Integratie van Zuid-Amerika (IISRA) en in 2014 van Mercosur in Argentinië. In januari 2017 maakte hij deel uit van de Surinaamse delegatie onder leiding van Henry Mac Donald bij de Algemene Vergadering van de Verenigde Naties.
In 2018 werd hij naar de Venezolaanse hoofdstad Caracas uitgezonden als ambassadeur van Suriname. Hij overhandigde zijn geloofsbrieven op 20 december 2018 aan vicepresident Jorge Arreaza. Adjako woonde op 10 december 2019 samen met Surinames vicepresident Ashwin Adhin de inhuldigingsplechtigheid bij van de Argentijnse president Alberto Ángel Fernández.